# Paul Carrack

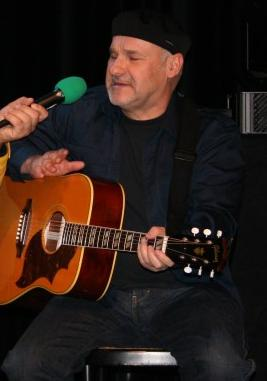
Paul Carrack (2006)

Paul Melvyn Carrack (* 22. April 1951 in Sheffield, England) ist ein britischer Songschreiber, Sänger, Keyboarder und Gitarrist und war Mitglied von Mike & the Mechanics.

## Leben
Carrack gründete 1970 die Psychedelic-Rock-Band Warm Dust. Zwei Jahre später trat er Ace bei und war Autor und Sänger ihres größten Hits How Long. Nachdem sich die Band 1977 aufgelöst hatte, begann Carrack gemeinsam mit dem Countrymusiker Frankie Miller zu arbeiten. Von 1978 bis 1980 war er als Keyboarder an zwei Alben von Roxy Music beteiligt, aber auch noch später an Studioaufnahmen. Zwischen 1980 und 1981 nahm Carrack sein erstes eigenes Album auf. Kurzfristig war er als Ersatzmann für Jools Holland Mitglied bei Squeeze und sang mit Tempted einen ihrer bekanntesten Songs.
1985 wurde Carrack von Mike Rutherford als Sänger für dessen Band Mike & the Mechanics engagiert, die im darauf folgenden Jahr unter anderem mit den Singles Silent Running (On Dangerous Ground) und All I Need Is a Miracle, welche sich in den Top Ten der Billboard Hot 100 platzieren konnten, ihren musikalischen Durchbruch schaffte. Er wirkte daneben in Roger Waters’ Begleitband The Bleeding Heart Band mit, mit der er an Aufnahmen für den Soundtrack des Spielfilms Wenn der Wind weht teilnahm.
1987 spielte er auf Waters’ Soloalbum Radio Kaos sowie der folgenden Tournee. Im selben Jahr gelang Carrack sein bislang größter Erfolg als Solokünstler, die Single Don’t Shed a Tear erreichte Platz 9 in den US-Charts. 1994 war er Co-Autor des Eagles-Titel Love Will Keep Us Alive, die Single stand 10 Wochen auf Platz 1 der US-amerikanischen Adult Contemporary Charts. 1996 konnte er zwei Singles in den britischen Top 40 platzieren. Mit der SWR Big Band entstanden 2005 seine Alben Winter Wonderland und A Soulful Christmas.
Carrack arbeitete auch weiterhin als Studiomusiker. Er war als Keyboarder an Elton Johns Alben Made in England sowie The Big Picture beteiligt, so auch an dem Titel Something About the Way You Look Tonight, welcher auf der Rückseite der am meisten verkauften Single aller Zeiten, Candle in the Wind ’97, Verwendung fand. 2006 erschien sein Best-of-Album Greatest Hits - The Story so Far. 2013 begleitete Carrack Eric Clapton auf dessen Tournee. Beim Eric Clapton-Konzert im Mai 2022 in der Berliner Waldbühne war er ebenfalls an Keyboard und Klavier in Claptons Band.

## Diskografie

### Studioalben
| Jahr | Titel                       | Höchstplatzierung, Gesamtwochen, AuszeichnungChartplatzierungen (Jahr, Titel, Platzierungen, Wochen, Auszeichnungen, Anmerkungen) | Höchstplatzierung, Gesamtwochen, AuszeichnungChartplatzierungen (Jahr, Titel, Platzierungen, Wochen, Auszeichnungen, Anmerkungen) | Höchstplatzierung, Gesamtwochen, AuszeichnungChartplatzierungen (Jahr, Titel, Platzierungen, Wochen, Auszeichnungen, Anmerkungen) | Höchstplatzierung, Gesamtwochen, AuszeichnungChartplatzierungen (Jahr, Titel, Platzierungen, Wochen, Auszeichnungen, Anmerkungen) | Anmerkungen                                                 |
| Jahr | Titel                       | DE | CH | UK | US | Anmerkungen                                                 |
| ---- | --------------------------- | --- | --- | --- | --- | ----------------------------------------------------------- |
| 1980 | Nightbird                   | — | — | — | — | Erstveröffentlichung: Juli 1980                             |
| 1982 | Suburban Voodoo             | — | — | — | US78 (14 Wo.)US | Erstveröffentlichung: August 1982                           |
| 1987 | One Good Reason             | — | — | — | US67 (31 Wo.)US | Erstveröffentlichung: November 1987                         |
| 1989 | Groove Approved             | — | — | — | US120 (18 Wo.)US | Erstveröffentlichung: November 1989 Verkäufe: + 100.000     |
| 1995 | Blue Views                  | DE73 (4 Wo.)DE | — | UK58 Silber · (7 Wo.)UK | — | Erstveröffentlichung: Dezember 1995 Verkäufe: + 110.000     |
| 1997 | Beautiful World             | — | — | UK88 (1 Wo.)UK | — | Erstveröffentlichung: 1997                                  |
| 2000 | Satisfy My Soul             | — | — | UK63 (1 Wo.)UK | — | Erstveröffentlichung: 2000                                  |
| 2001 | Groovin’                    | DE39 (2 Wo.)DE | — | — | — | Erstveröffentlichung: 2001                                  |
| 2003 | It Ain’t Over               | — | — | — | — | Erstveröffentlichung: 2003                                  |
| 2004 | Rewired                     | DE39 (3 Wo.)DE | CH50 (2 Wo.)CH | UK42 (2 Wo.)UK | — | 7. Juni 2004 mit Mike & the Mechanics                       |
| 2005 | Winter Wonderland           | — | — | — | — | Erstveröffentlichung: 2005 mit SWR Big Band                 |
| 2007 | Old, New, Borrowed and Blue | — | — | — | — | Erstveröffentlichung: 2007                                  |
| 2008 | I Know That Name            | — | — | — | — | Erstveröffentlichung: 2008                                  |
| 2010 | A Different Hat             | — | — | — | — | Erstveröffentlichung: 2010 mit Royal Philharmonic Orchestra |
| 2012 | Good Feeling                | — | — | UK46 (1 Wo.)UK | — | Erstveröffentlichung: Juni 2012                             |
| 2013 | Rain or Shine               | — | — | UK76 (3 Wo.)UK | — | Erstveröffentlichung: Dezember 2013                         |
| 2016 | Soul Shadows                | — | — | UK25 (5 Wo.)UK | — | Erstveröffentlichung: Januar 2016                           |
| 2018 | These Days                  | — | — | UK33 (1 Wo.)UK | — | Erstveröffentlichung: September 2018                        |
| 2021 | One on One                  | — | CH92 (1 Wo.)CH | — | — | Erstveröffentlichung: 2021                                  |

grau schraffiert: keine Chartdaten aus diesem Jahr verfügbar

### Livealben
- 2004: Live at the Opera House
- 2005: Live in Liverpool
- 2009: I Know That Name: In Concert
- 2016: Paul Carrack Live at the London Palladium
- 2020: Paul Carrack Live: The Independent Years, Vol. 1 (2000–2020)
- 2020: Paul Carrack Live: The Independent Years, Vol. 2 (2000–2020)
- 2020: Paul Carrack Live: The Independent Years, Vol. 3 (2000–2020)
- 2020: Paul Carrack Live: The Independent Years, Vol. 4 (2000–2020)
- 2020: Paul Carrack Live: The Independent Years, Vol. 5 (2000–2020)

### Kompilationen
| Jahr | Titel       | Höchstplatzierung, Gesamtwochen, AuszeichnungChartsChartplatzierungen (Jahr, Titel, Platzierungen, Wochen, Auszeichnungen, Anmerkungen) | Anmerkungen                                                |
| Jahr | Titel       | UK | Anmerkungen                                                |
| ---- | ----------- | --- | ---------------------------------------------------------- |
| 2014 | The Best of | UK35 Silber · (10 Wo.)UK | Erstveröffentlichung: 7. September 2014 Verkäufe: + 60.000 |

Weitere Kompilationen
- 1987: Ace Mechanic
- 1988: The Carrack Collection
- 1994: Twenty-One Good Reasons: The Paul Carrack Collection
- 1995: Carrackter Reference
- 2006: Greatest Hits – The Story so Far...
- 2012: Collected
- 2024: How Long Has This Been Going On? – Greatest Hits

### Singles
| Jahr | Titel Album                                 | Höchstplatzierung, Gesamtwochen, AuszeichnungChartplatzierungen (Jahr, Titel, Album, Platzierungen, Wochen, Auszeichnungen, Anmerkungen) | Höchstplatzierung, Gesamtwochen, AuszeichnungChartplatzierungen (Jahr, Titel, Album, Platzierungen, Wochen, Auszeichnungen, Anmerkungen) | Höchstplatzierung, Gesamtwochen, AuszeichnungChartplatzierungen (Jahr, Titel, Album, Platzierungen, Wochen, Auszeichnungen, Anmerkungen) | Anmerkungen                      |
| Jahr | Titel Album                                 | DE | UK | US | Anmerkungen                      |
| ---- | ------------------------------------------- | --- | --- | --- | -------------------------------- |
| 1982 | I Need You Suburban Voodoo                  | — | — | US37 (13 Wo.)US | Erstveröffentlichung: 1982       |
| 1987 | When You Walk in the Room One Good Reason   | — | UK48 (5 Wo.)UK | US90 (3 Wo.)US | Erstveröffentlichung: April 1987 |
| 1987 | Don’t Shed a Tear One Good Reason           | — | UK60 (3 Wo.)UK | US9 (24 Wo.)US | Erstveröffentlichung: 1987       |
| 1988 | One Good Reason                             | — | — | US28 (13 Wo.)US | Erstveröffentlichung: 1988       |
| 1988 | Button off My Shirt One Good Reason         | — | — | US91 (3 Wo.)US | Erstveröffentlichung: 1988       |
| 1989 | I Live by the Groove Groove Approved        | — | — | US31 (13 Wo.)US | Erstveröffentlichung: 1989       |
| 1996 | Eyes of Blue Blue Views                     | — | UK40 (5 Wo.)UK | — | Erstveröffentlichung: 1996       |
| 1996 | How Long? Blue Views                        | — | UK32 (5 Wo.)UK | — | Erstveröffentlichung: 1996       |
| 1997 | The Way I’m Feeling Tonight Beautiful World | DE93 (4 Wo.)DE | — | — | Erstveröffentlichung: 1997       |

Weitere Singles
| - 1980: Beauty’s Only Skin Deep - 1981: O How Happy!! (mit Carlene Carter) - 1982: A Little Unkind - 1982: Always Better with You - 1989: Classic Carrack (limitierte 4-Track-Single) - 1989: Romance (Love Theme from „Sing“) - 1989: Battlefield - 1990: Loveless - 1990: Dedicated - 1998: Perfect Love - 2001: Bring It on Home to Me - 2001: Satisfy My Soul - 2001: Anyday Now - 2001: How Wonderful - 2002: Where Did I Go Wrong - 2002: Sunny – Harvest for the World – Into the Mystic - 2002: Groovin’ - 2002: Better Than Nothing | - 2003: Happy to See You Again - 2003: It Ain’t Over - 2003: She Lived Down the Street - 2004: Perfect Child (Mike & the Mechanics feat. Paul Carrack) - 2004: One Left Standing (Mike & the Mechanics feat. Paul Carrack) - 2006: Love Will Keep Us Alive 2006 - 2008: I Don’t Want Your Love (I Need Your Love) - 2008: I Don’t Want to Hear Any More - 2008: Ain’t No Love in the Heart of the City - 2009: Just 4 Tonite - 2009: No Doubt About It (Definite Mix) - 2010: Soul to Soul (mit London Community Gospel Choir) - 2010: Shelly’s Winter Love (Bill Kirchen feat. Nick Lowe und Paul Carrack) - 2011: Love Will Keep Us Alive (mit Timothy B. Schmit und Royal Philharmonic Orchestra) - 2014: Stepping Stone - 2014: One in a Million - 2014: I’m Losing You |

### Videoalben
- 2003: Still Groovin’
- 2003: In Concert
- 2005: Live at Shepherds Bush, London (Mike & the Mechanics feat. Paul Carrack)
- 2006: Live at the Opera House
- 2006: Live in Liverpool
- 2007: Live at Rockpalast
- 2009: I Know That Name

## Auszeichnungen für Musikverkäufe
| Goldene Schallplatte - Spanien - 1996: für das Album Blue Views |

Anmerkung: Auszeichnungen in Ländern aus den Charttabellen bzw. Chartboxen sind in ebendiesen zu finden.
| Land/RegionAuszeichnungen für Musikverkäufe (Land/Region, Auszeichnungen, Verkäufe, Quellen) | Silber     | Gold  | Platin | Verkäufe | Quellen             |
| -------------------------------------------------------------------------------------------- | ---------- | ----- | ------ | -------- | ------------------- |
| Spanien (Promusicae)                                                                         | —          | Gold1 | —      | 50.000   | elportaldemusica.es |
| Vereinigtes Königreich (BPI)                                                                 | 2× Silber2 | —     | —      | 120.000  | bpi.co.uk           |
| Insgesamt                                                                                    | 2× Silber2 | Gold1 | —      |          |                     |